# 신삿포로역
신삿포로역은 일본 홋카이도 삿포로시 아쓰베쓰구에 위치한 홋카이도 여객철도와 삿포로 시 교통국의 철도역이다.

홋카이도 여객철도의 신삿포로역(일본어: 新札幌駅)과 삿포로 시 교통국의 신삿포로역(일본어: 新さっぽろ駅) 모두 아쓰베쓰 구에 위치하고 있다.

## 역 구조

### JR 홋카이도
상대식 승강장 2면 2선의 구조를 갖춘 지상역이다. 역 번호는 H05이며, 통과선 혹은 대피선이 없기 때문에 열차의 추가 접속은 행하지 않는다. 승강장은 짧은 편이다.

#### 타는 곳
| 1 | ■ 지토세 선 | 상행 | 지토세 · 신치토세쿠코 · 도마코마이 · 히가시무로란 · 하코다테 · 아오모리 · 오비히로 · 구시로 방면 |
| 2 | ■ 지토세 선 | 하행 | 삿포로 · 데이네 · 오타루 · 아사히카와 방면                                                       |

### 삿포로 시 교통국
섬식 승강장 1면 2선의 구조를 갖춘 지하역이며, 역 번호는 T19이다. 삿포로 시영 지하철의 섬식 승강장 중에서는 제일 넓은 편이다.

#### 타는 곳
| 1 | ■ 도자이 선 | (하차 플랫폼)            |
| 2 | ■ 도자이 선 | 오도리 · 미야노사와 방면 |

## 이용 현황

### JR 홋카이도
| 승차 인원 추이 | 승차 인원 추이 |
| 연도           | 1일 평균       |
| -------------- | -------------- |
| 2003           | 13,240         |
| 2004           | 13,230         |
| 2005           | 13,440         |
| 2006           | 13,510         |
| 2007           | 13,680         |
| 2008           | 13,740         |
| 2009           | 13,630         |
| 2010           | 13,700         |
| 2011           | 13,800         |
| 2012           | 13,879         |
| 2013           | 14,097         |

### 삿포로 시 교통국
| 연도 | 1일 평균 승차 인원 |
| ---- | ------------------ |
| 2008 | 19,312             |
| 2009 | 18,658             |
| 2010 | 18,654             |
| 2011 | 18,622             |
| 2012 | 19,080             |
| 2013 | 19,401             |

## 역 주변
- 국도 제12호선
- 신삿포로 버스 터미널
- 삿포로 시 청소년 과학관
- 삿포로 시 아쓰베쓰 구청
- 아쓰베쓰 구민 센터

## 인접 역
| 홋카이도 여객철도 ■ 치토세 선     | 홋카이도 여객철도 ■ 치토세 선              | 홋카이도 여객철도 ■ 치토세 선       |
| --------------------------------- | ------------------------------------------ | ----------------------------------- |
| 01 삿포로 방면                    | 특급 "슈퍼 오조라"                         | H14 미나미치토세 구시로 방면        |
| 01 삿포로 방면                    | 특급 "슈퍼 도카치"                         | H14 미나미치토세 오비히로 방면      |
| 01 삿포로 방면                    | 특급 "슈퍼 호쿠토"                         | H14 미나미치토세 하코다테 방면      |
| 01 삿포로 방면                    | 특급 "스즈란"                              | H13 치토세 무로란 방면              |
| 01 삿포로 · 오타루 방면           | ● 쾌속 "에어포트" (일반 시간대)            | H07 기타히로시마 신치토세 공항 방면 |
| H03 시로이시 삿포로 · 오타루 방면 | ● 쾌속 "에어포트" (아침, 심야 시간대 한정) | H07 기타히로시마 신치토세 공항 방면 |
| H04 헤이와 삿포로 · 오타루 방면   | ● 보통                                     | H06 가미놋포로 도마코마이 방면      |
| 삿포로 시 교통국 지하철 도자이 선 |                                            |                                     |
| T18 히바리가오카 미야노사와 방면  | ● 도자이 선                                | 시·종착역                           |